# 霄瑗
韓霄瑗（羅馬化：Han Cho-won；2002年9月16日—），藝名霄瑗（： Cho-won），韓國女歌手，現為Cube娛樂旗下女子音樂組合LIGHTSUM成員之一，官方定位為主唱。

## 活動發展

### 出道前
霄瑗曾是兒童演員。2014年，出演電影《58년 개띠》。2016年9月，出演電影《딜쿠샤》。2016年，成為Cube娛樂練習生。
2018年6月15日，以Cube娛樂練習生身份，參加Mnet選秀節目《PRODUCE 48》，並最終取得第13名。
2019年6月，與Cube娛樂簽訂專屬合約。
2020年3月19日，出演電影《일진 나쁜녀석들》。2020年4月20日，出演KBS特別劇《거북이 채널》。
2020年11月18日，首爾高等法院刑事1部公開《PRODUCE 48》造假的具體情況，並證實最終決賽韓霄瑗的真實排名是第6名。

### 團體出道
2021年4月20日，霄瑗被公開為Cube娛樂即將推出之女子組合LIGHTSUM的成員之一。
2021年6月10日，隨LIGHTSUM以單曲《Vanilla》出道。
2021年10月13日，隨LIGHTSUM以專輯《Light a wish》回歸，主打歌為 《Vivace》。

## 影視作品

### 電影
| 年份   | 電影            | 角色                 | 備註 |
| ------ | --------------- | -------------------- | ---- |
| 2014年 | 58년 개띠       | 덕혜옹주             |      |
| 2016年 | 딜쿠샤          | 덕혜옹주/ 천사/ 초원 | 主角 |
| 2020年 | 일진 나쁜녀석들 | 수정                 | 主角 |

### 電視劇
| 年份 | 頻道    | 劇名                 | 角色         | 備註 |
| ---- | ------- | -------------------- | ------------ | ---- |
| 2020 | KBS 1TV | 거북이 채널          | 상두 반 학생 | 配角 |
| 2022 | MBC     | 現在開始是Showtime！ | 愛麗絲       | 配角 |